# Ataque Beliz
Ataque Beliz é um grupo brasileiro de rap e hip hop formado em Paranoá, no Distrito Federal em 30 de maio de 2002. Seus integrantes são Mulumba Tráfica, Higo Melo e Benjamim. O AZ alcançou seu melhor momento no ano de 2009.

## Carreira
O grupo teve sua formação a partir de um grande evento que ocorreu dia 30 de maio de 2002 chamado como Challenge Day, conhecido no Brasil como Dia do Desafio, em que a premiação era colocar o maior número de espectadores para assistir diversos eventos culturais ocorrendo em Paranoá e no exterior no Panamá e Equador, do qual a localidade brasileira saiu vencedora.
O trio apresentou-se junto com uma outra banca, chamada Esquadrão do Verso, que era formada pelos grupos Júri, Falso Sistema e Mistério. Logo após esse grande show fizeram aposta e investiram em formar o Ataque Beliz.
O grupo ficou bastante conhecido após a conquista do primeiro lugar na etapa nacional do concurso  RPB Festival 2009, organizado pela Central Única das Favelas (CUFA) onde rendeu oportunidades e crescimento para o grupo na música brasileira.

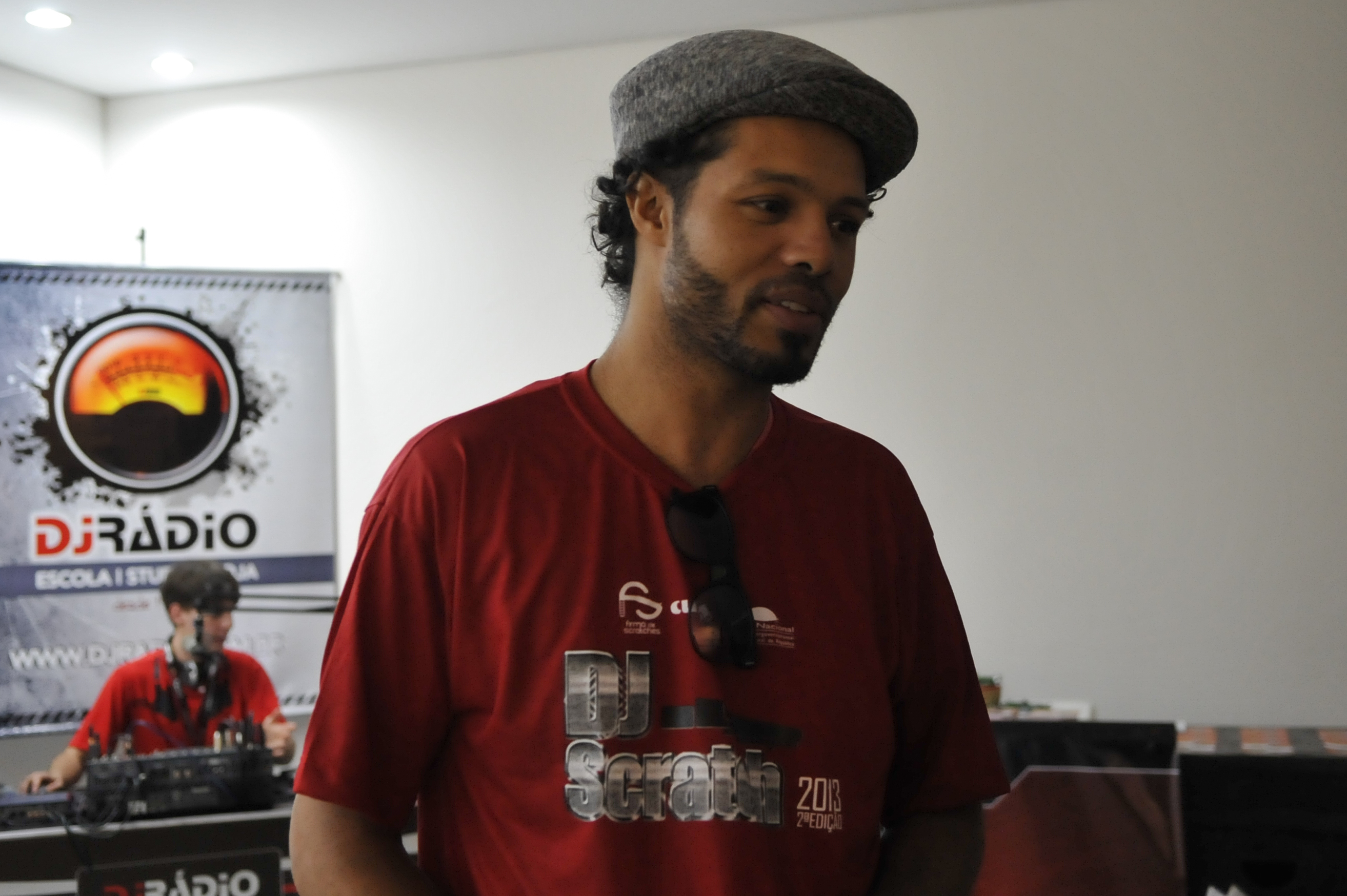
Higo Melo durante o DJ Scratch 2013, em Brasília. Foto: Antonio Cruz/ABr

Para terminar o ano de 2009, o Ataque Beliz lançou o álbum de estreia intitulado REConceito, o qual traz 21 faixas. O disco surpreende pela pluralidade na temática das letras que fazem reflexões sobre o rap e o hip hop, falando de poesia, de amor e o mais interessante, fazem críticas sociais importantes e bem argumentadas sempre com muita propriedade. Em fevereiro de 2010, o grupo disponibilizou o CD para download livre no site oficial.
Ataque Beliz foi indicado no Coletivo MTV de 2010 na categoria de "Novos Nomes BR", onde acabou sendo derrotado pelo Versu2. O grupo tem fãs em Canadá, Rússia, Japão e Flórida. A entrada do grupo na mídia também foi impulsionada por uma polêmica mal interpretada por uma jornalista do Correio Braziliense, que dizia que o Ataque Beliz era um grupo que não fazia rap com protesto, onde gerou uma grande confusão no gênero que logo foi esclarecida por um dos integrantes em seu próprio blog.
Mulumba Tráfica venceu a categoria "Beat sem sample" no I Love CW Beats.[carece de fontes?]
Em Junho de 2010, os integrantes Mulumba Tráfica, Benjamim e Patrick Rerisson lançaram uma mixtape, intitulada Veemente - O Tema É Amor onde teve a participação de diversos artistas da música brasiliense.[carece de fontes?]
Esse disco foi produzido, composto, mixado em apenas duas semanas. onde teve grande destaque na Europa através do LastFM. O grupo iniciou em setembro de 2010 uma turnê de shows gratuitos pela região de Taguatinga, Ceilândia, Paranoá, Santa Maria, São Sebastião e Riacho Fundo onde divulgaram as músicas do álbum REConceito.
Em dezembro de 2010 o grupo ganhou o Prêmio Hip-Hop Zumbi na categoria "melhor álbum" da cena do Hip hop brasiliense e o beatmaker e Mc Higo Melo venceu a categoria melhor produtor.
Sem perder tempo, no início de 2011, lançaram o segundo videoclipe. "Como Poderia" foi à música escolhida. O videoclipe critica as pessoas que consomem apenas um tipo de música, absorvendo o que a indústria oferece e acabam esquecendo a qualidade musical.  O vídeo foi realizado por Iso 25, Tatiana reis e a próprio grupo. e no início de junho lançaram seu segundo trabalho o EP Toque...Primeiras. Segundas e outras intenções em homenagem ao dia dos namorados. ..

## Aparição na mídia
Em maio, Ataque Beliz fez uma participação especial no Som Brasil, programa que homenageia compositores brasileiros da Rede Globo, onde interpretou as canções “Pois É”, “Laranja Madura” e “Ai, que saudades da Amélia” do sambista Ataulfo Alves. A presença da banda foi o terceiro assunto mais comentado Trending Topics no twitter recebendo críticas positivas pela presença marcante nos arranjos e interpretação.

## Discografia

### Álbuns de estúdio
- REConceito (2009)

### Mixtapes
- Veemente - O Tema É Amor (2010)

### EP
- Toque...Primeiras. Segundas e outras intenções (2011)